# Bahnhof Bad Schandau

Der Bahnhof Bad Schandau ist eine Betriebsstelle der Bahnstrecke Děčín–Dresden-Neustadt und der hier einmündenden Bahnstrecke Bautzen–Bad Schandau auf dem Gemeindegebiet von Bad Schandau in Sachsen. Bad Schandau ist Grenzbahnhof im internationalen Verkehr zwischen Deutschland und Tschechien.
Der Bahnhof Bad Schandau ist heute der einzige Fernverkehrshalt in der Nationalparkregion Sächsische Schweiz. Von der Deutschen Bahn und der Stadt Bad Schandau wird er als „Nationalparkbahnhof“ vermarktet.

## Geschichte

### Entwicklung bis 1945
Bad Schandau erhielt seinen Bahnanschluss mit dem Bau der sächsisch-böhmischen Eisenbahn, deren Abschnitt Königstein–Krippen am 9. Juni 1850 eröffnet wurde. Ein knappes Jahr später erfolgte am 6. April 1851 die Freigabe des letzten Abschnitts von Krippen bis zur Landesgrenze und damit die Eröffnung der durchgehenden Bahnstrecke von Dresden nach Prag. Seinerzeit war der heutige Haltepunkt Krippen die Bahnstation der Stadt Schandau.
Im Zusammenhang mit dem Bau der Bahnstrecke Bautzen–Bad Schandau und dem stark gewachsenen Verkehrsaufkommen erfolgte ein Neubau am jetzigen Standort, der bei seiner Eröffnung im Jahr 1877 den Namen Bahnhof Schandau erhielt. Seit Juli 1920 führt er seinen heutigen Namen.
1920 wurde der Bahnhof umgebaut und erweitert. In diesem Zusammenhang erhielt er ein neues Bahnbetriebswerk und zusätzliche Gleisanlagen. Von Bedeutung war die Station vor allem für den örtlichen Güter- und Personenverkehr, aber auch für die zahlreichen Touristen, die die Region besuchten. 1945 wurden das zweite Streckengleis sowie Teile der Gleisanlagen als Reparationsleistungen an die Sowjetunion abgebaut.

### Entwicklung nach 1945

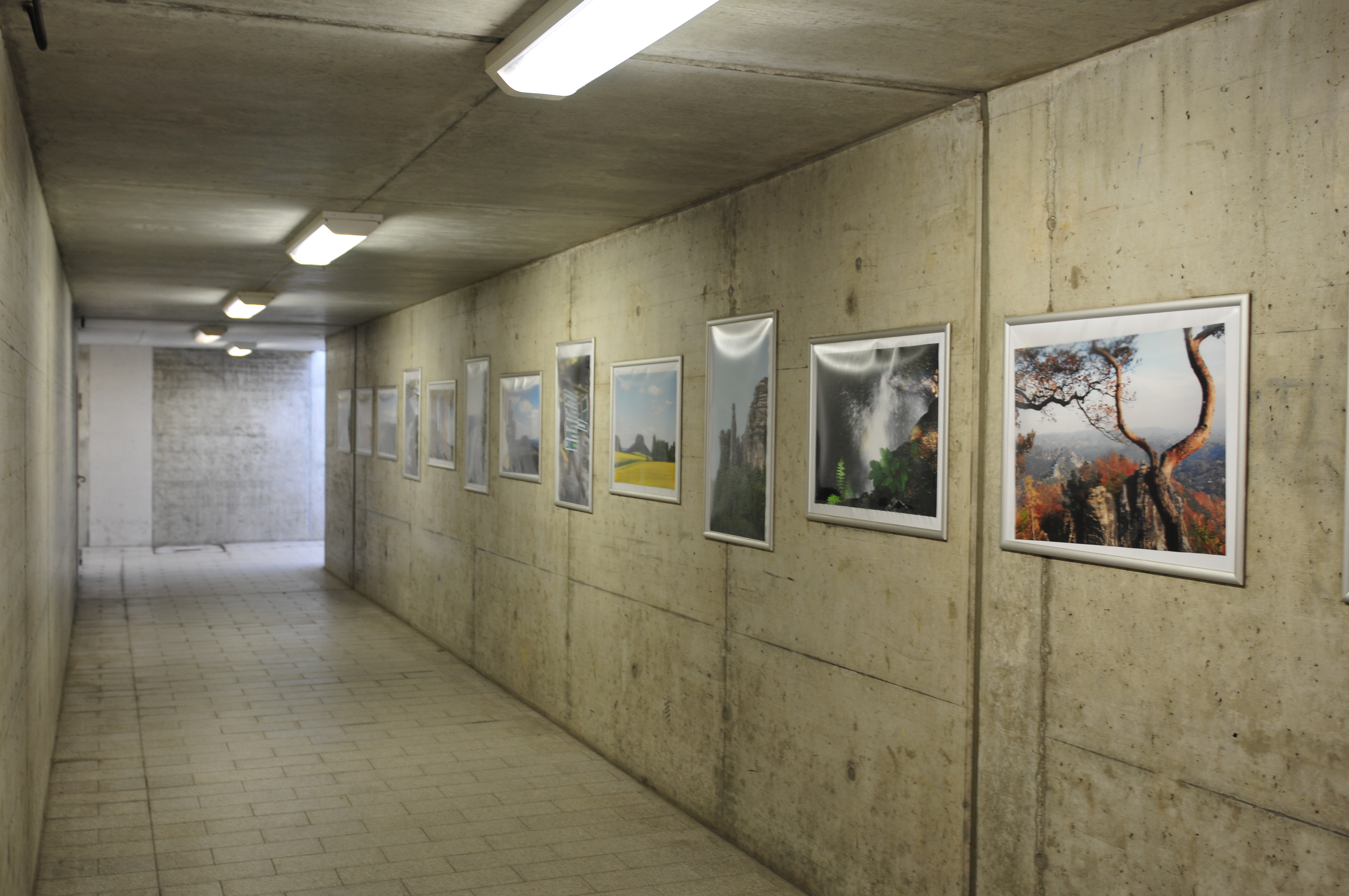
Neuer Fußgängertunnel zum Bahnsteig 3/4 (2013)

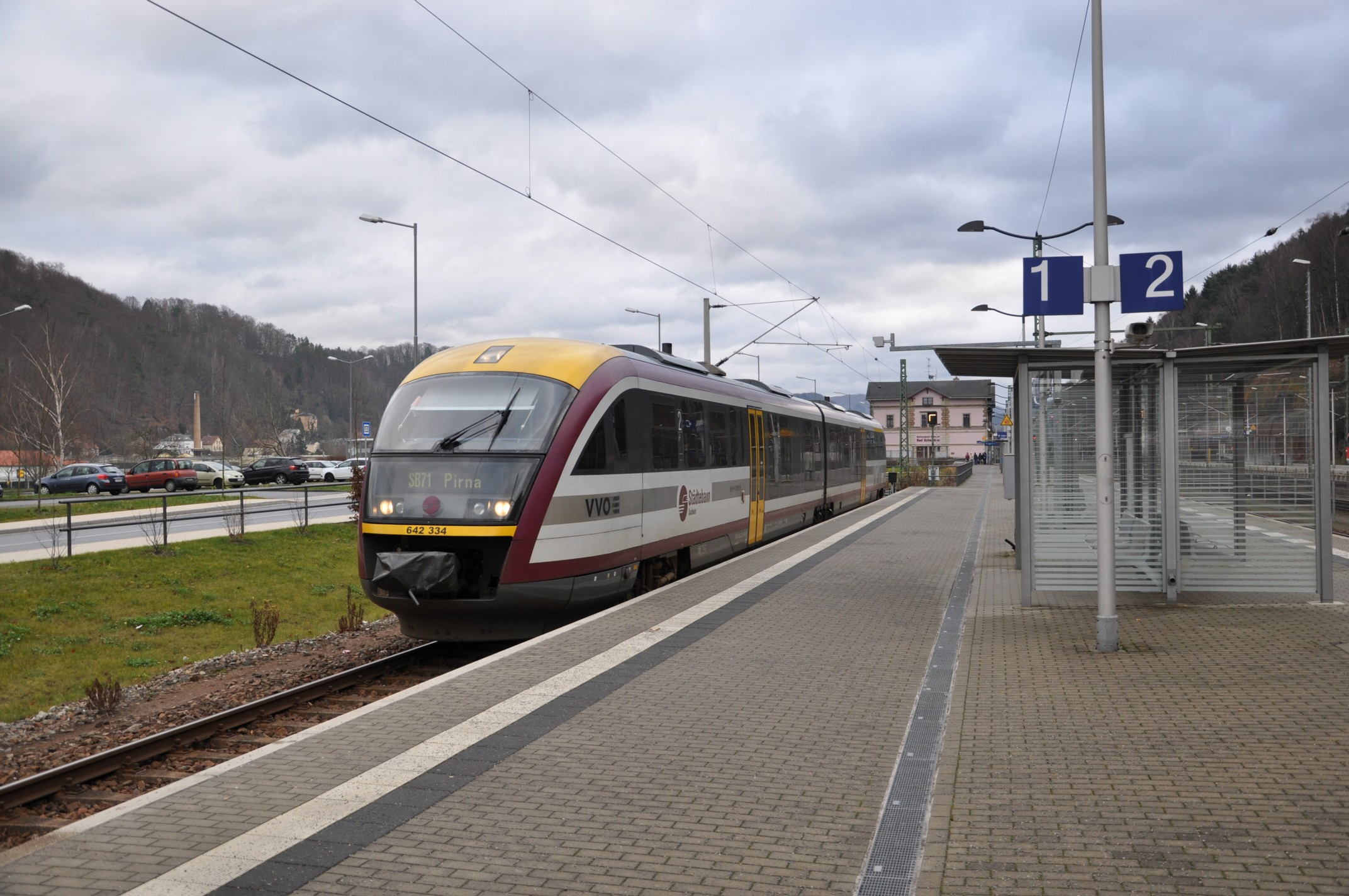
Reisezug der Städtebahn Sachsen Richtung Neustadt (Sachs) am Bahnsteig 1 (2013)

Von entscheidender Bedeutung für den Bahnhof Bad Schandau war die Unterzeichnung des Vorläufigen Abkommens über die Durchführung des gegenseitigen Eisenbahnverkehrs für den Grenzübergang Prostřední Žleb–Bad Schandau am 31. August 1947. Mit dieser Regelung zwischen den Tschechoslowakischen Staatsbahnen (ČSD) und der Deutschen Reichsbahn (DR) wurde die Übergabe und Übernahme aller grenzüberschreitenden Züge in Bad Schandau vereinbart und der Bahnhof somit zum Grenzbahnhof. Fortan erfolgten hier die Kontrollen im grenzüberschreitenden Güter- und Personenverkehr.
Umfangreiche Veränderungen gab es im Zusammenhang mit der Elektrifizierung der Bahnstrecke von 1970 bis 1976. Neben Veränderungen an den Gleisanlagen entstand auch ein modernes Zentralstellwerk. Die alten Stellwerke wurden in den nachfolgenden Jahren abgerissen. Außerdem wurde die Straße nach Krippen neu trassiert, eine moderne Straßenbrücke über die Elbe errichtet und in diesem Zusammenhang zwei neue Überführungen über das Bahnhofsgelände gebaut.
Am 22. Oktober 1980 beschädigte ein Brand im Dachgeschoss das Bahnhofsgebäude schwer. Im Juli 1981 brannte der Güterschuppen nieder.
Als vor der Wende 1989 immer mehr Bürger versuchten, die DDR über die Tschechoslowakei zu verlassen, ordnete das Ministerium für Staatssicherheit an, „verdächtige“ Reisende aus Zügen Richtung ČSSR im grenznahen Bad Schandau aussteigen, kontrollieren und gegebenenfalls zurückschicken zu lassen.
Auch nach dem Mauerfall behielt der Bahnhof Bad Schandau zunächst seine Bedeutung im Güterverkehr. Mitte der 1990er Jahre kam es jedoch zu deutlichen Rückgängen vor allem im Güterverkehr, die sich nach dem Zusammenschluss von Deutscher Reichsbahn und Bundesbahn zur Deutschen Bahn AG noch verschärften. Diese Entwicklung führte zu einer deutlichen Reduzierung von Rangierfahrten und damit auch der Nutzung der vorhandenen Nebengleise, sodass diese teilweise ebenfalls abgerissen wurden.
In den Jahren 2008 bis 2011 erfolgte eine grundlegende Sanierung des Bahnhofs und des Empfangsgebäudes, das sich seit 2010 im Besitz der Stadt Bad Schandau befindet. Seitdem gibt es dort eine Touristeninformation, einen Biomarkt sowie barrierefreie Bahnsteige. Außerdem wurden Pkw- und Fahrradparkplätze (P+R-Parkplatz mit 148 PKW- und 50 Fahrradstellplätzen) sowie Übergangsmöglichkeiten zum Bus und zur Fähre geschaffen. Von der Allianz pro Schiene wurde der Bahnhof als Bahnhof des Jahres 2012 (Sonderpreis Tourismus) ausgezeichnet.

### Bahnbetriebswerk Bad Schandau
Beim Bahnhofsbau entstand auch ein einfaches Heizhaus aus Sandstein. In den 1920er Jahren wurde eine Drehscheibe errichtet und das Heizhaus vergrößert. 1925 wurde das Bahnbetriebswerk Bad Schandau gegründet.

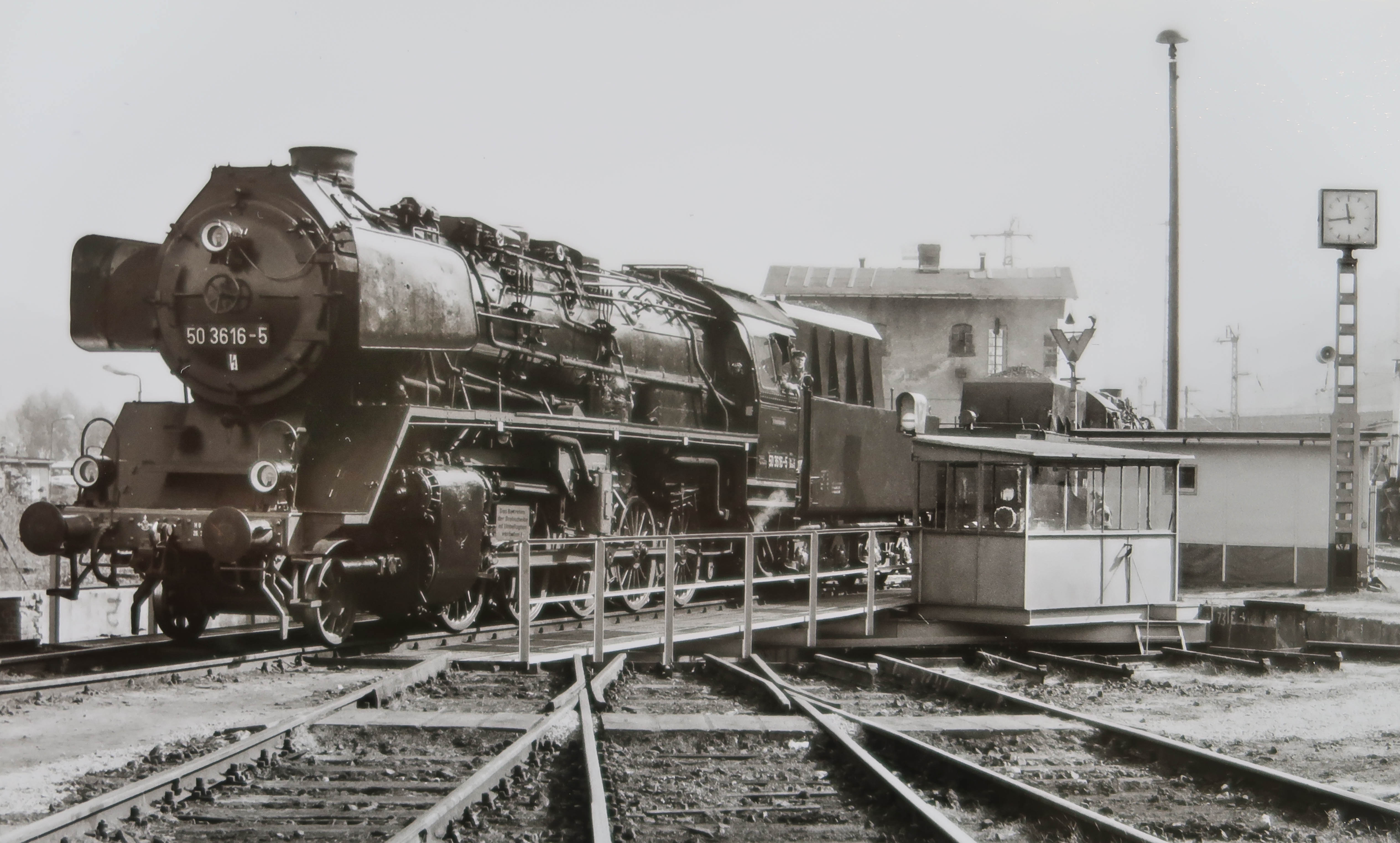
Einsatzstelle Bad Schandau mit Dampflokeinsatz anlässlich der Eröffnung der sanierten Elbbrücke am 30. September 1990

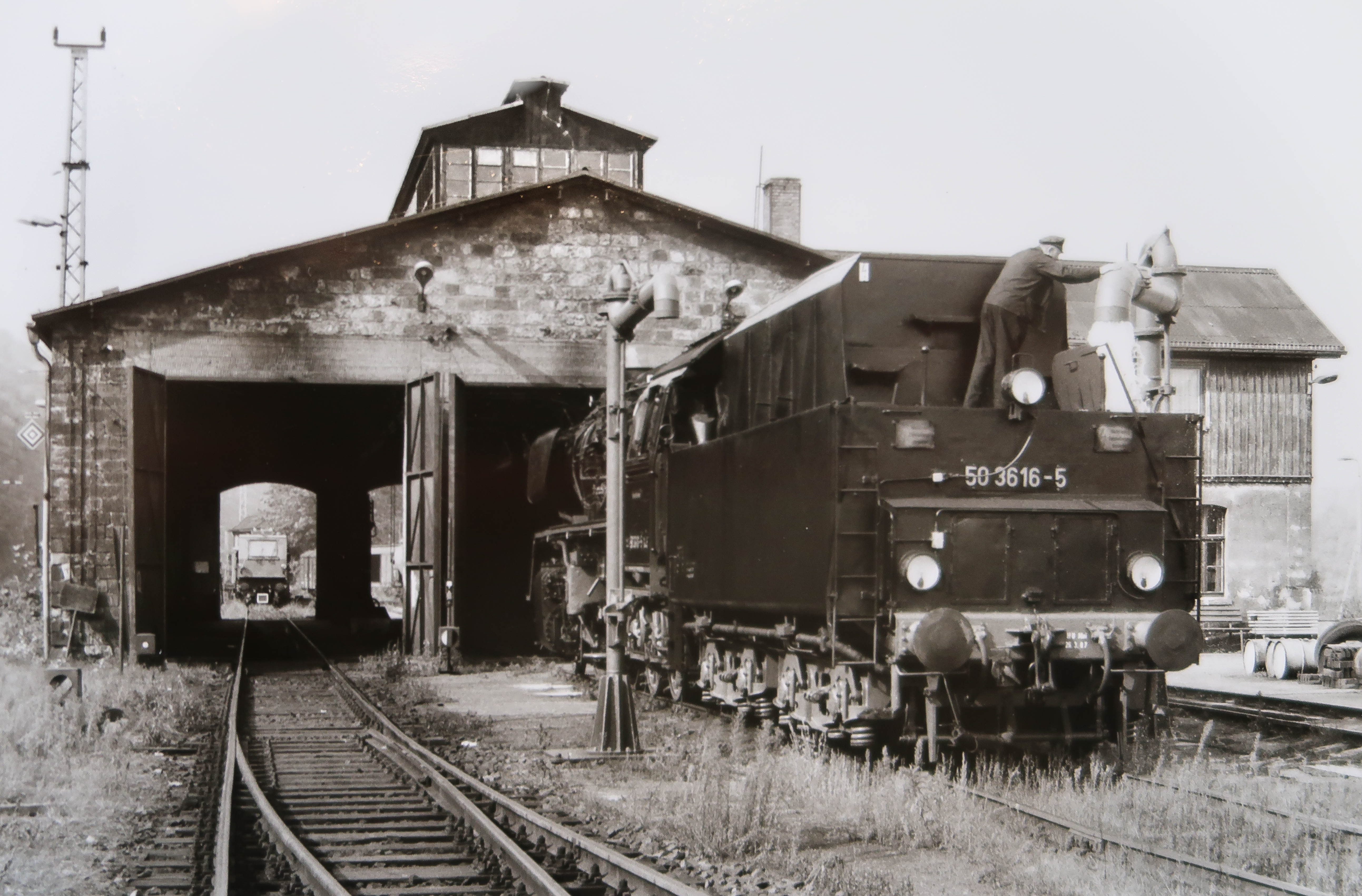
Lokschuppen der Einsatzstelle Bad Schandau (30. September 1990)

Am 31. Dezember 1963 wurde das Bahnbetriebswerk als selbstständige Dienststelle aufgelöst und als Einsatzstelle dem Bahnbetriebswerk Pirna untergeordnet. 1994 wurde die Einsatzstelle geschlossen. In den 2000er Jahren wurden sämtliche Anlagen abgerissen.

## Verkehrsbedeutung
Der Bahnhof Bad Schandau wird im Fernverkehr von den Eurocity-Zügen der Relation Berlin–Prag bedient, von denen einige bis Hamburg bzw. Budapest oder Wien durchgebunden sind. Im Nahverkehr dominieren die Züge der Dresdner-S-Bahnlinie S1 (Schöna–Meißen-Triebischtal), die halbstündlich verkehren. Im Zweistundentakt passieren die Regionalzüge der Linie U28 (Děčín–Rumburk) den Bahnhof, ergänzt durch die saisonal verkehrende Linie RE20 (Dresden Hbf–Litoměřice město).
Am Bahnhof wurden 2012 rund 1600 Reisende und Besucher pro Tag gezählt. Täglich hielten 94 Züge.
2021 zählte der Bahnhof Bad Schandau wochentags (Montag bis Freitag) ca. 2200 Fahrgäste pro Tag. Am Wochenende wurde er sonnabends von ca. 3400 Fahrgästen und sonntags von ca. 2700 Fahrgästen genutzt.